# 肺泡巨噬細胞

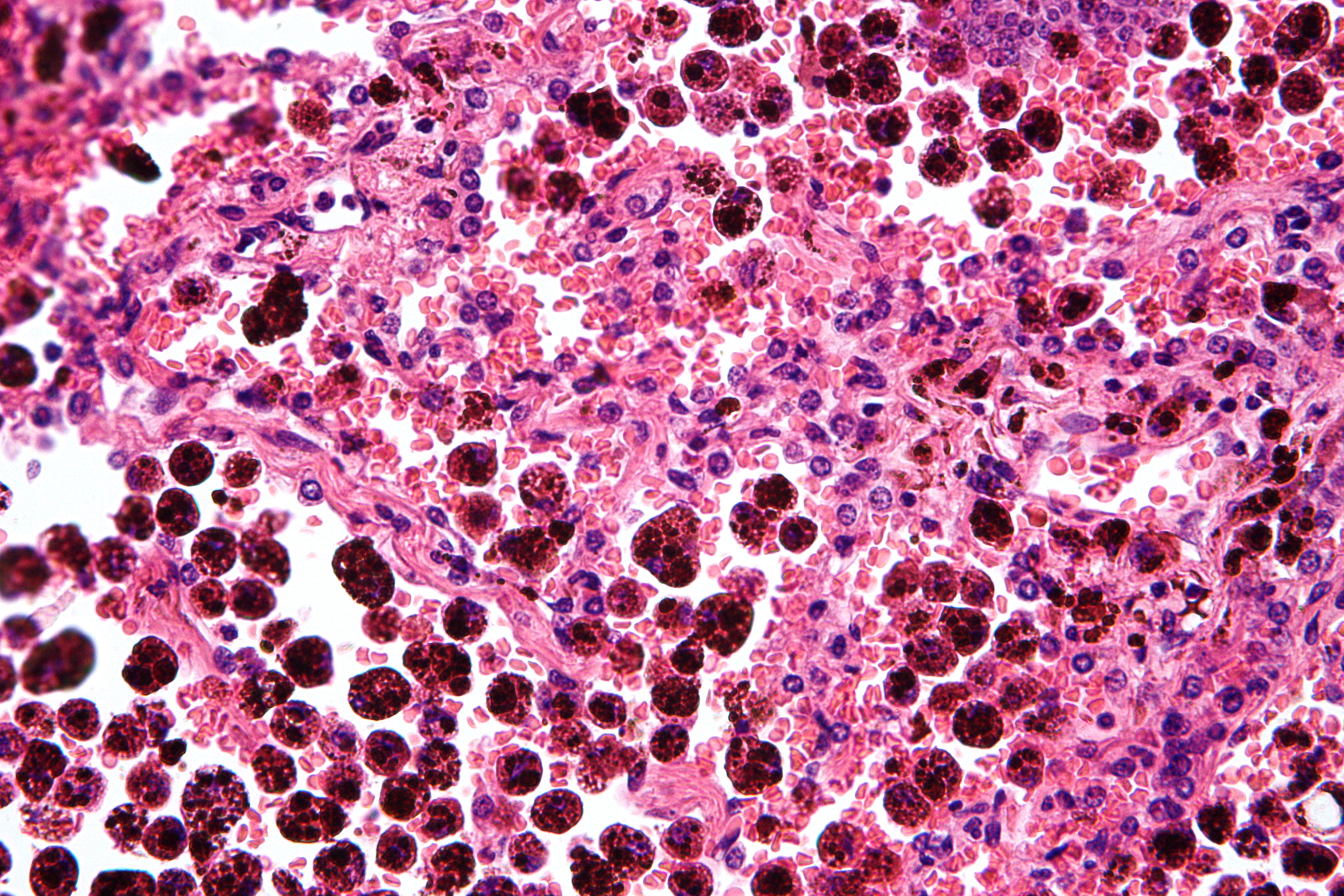
肺出血時，肺泡巨噬細胞吞噬紅血球，導致其胞質中充滿血鐵質顆粒。經蘇木精-伊紅染色。

肺泡巨噬細胞（英語：Alveolar macrophage），是存在於肺間質的特殊巨噬細胞，由遷移到肺的吞噬細胞發育而成，屬於單核吞噬細胞系統的一部份。可參與吞噬和清除外來的塵粒或病原並進行抗原呈現，也可吞噬衰老的紅血球與清除由第二型肺泡細胞分泌的表面張力素。吞噬完外来尘粒或病原的肺泡巨噬细胞则通称为塵細胞（Dust Cell）。尘细胞吞噬的异物、病原體会在溶酶体的作用下而分解。